# Font de la Marquesa
La font de la Marquesa, també anomenada font de can Gras o font de la Senyora, és una font de la serra de Collserola situada sota el Portell de Valldaura, al torrent de Fondenills, a la conca d'Horta, Barcelona.
L'aigua de la font prové de la mina de la Marquesa, construïda el 1806, situada pocs metres més amunt. Era una de les tres mines que subministraven aigua als jardins del parc del Laberint d'Horta. Les altres dues fonts que abastien la finca eren la font del Ferro, que estava prop de la cascada ornamental a l'oest del jardí, i la font del Garrofer, que brollava dins del parc, entre el fals cementiri i el palau, les dues ja desaparegudes. El 1859 es va construir una presa al torrent per a recollir l'aigua de pluja i aconseguir més aigua per al parc.
El broc està en un frontal de pedra amb uns bancs també de pedra als costats. Prop hi ha alguna taula i bancs de fusta. El 2012 l'entitat Galanthus va construir una bassa aprofitant l'aigua sobrant de la font, amb l'objectiu de conservar la fauna de la zona.
L'aigua arriba encara ara al parc del Laberint conduïda mitjançant canalitzacions i un aqüeducte que salva un petit torrent transversal. Aquest aqüeducte va ser redescobert el 2020 gràcies a una esllavissada de terres que el va deixar al descobert. La conducció arriba a una caseta i una basa situada a la part més alta del parc.